# Assembleia de Deus em Pernambuco
A Igreja Evangélica Assembleia de Deus em Pernambuco (IEADPE), é um ministério da Assembleia de Deus no estado de Pernambuco, fundada em 24 de outubro de 1918 pelos missionários suecos Joel Carlson e Signe Carlson. É considerada a maior denominação evangélica do estado.

## História
A chegada do casal Joel Carlson e Signe Carlson a Pernambuco ocorreu em 1918, com o propósito de estabelecer um trabalho pentecostal voltado à pregação do Evangelho. O primeiro culto foi realizado no bairro da Boa Vista, na residência dos irmãos João e Felipa Ribeiro. Nos primeiros anos, os cultos eram realizados em praças e residências, enfrentando oposição e perseguições.
Em 15 de abril de 1928, foi inaugurado o primeiro templo oficial, localizado na Rua Castro Alves, nº 255, no Bairro da Encruzilhada em Recife. A obra expandiu-se para outros bairros da capital e para o interior do estado. Entre os colaboradores do trabalho pioneiro estavam os missionários Samuel e Tora Hedlund, bem como as irmãs Ingrind Franzon, Esther Anderson, Augusta Anderson e Elisabeth Johansson.
Joel Carlson permaneceu na liderança da igreja até o seu falecimento, em 8 de setembro de 1942.
Após Joel Carlson, a presidência da igreja passou por diferentes líderes:
- José Bezerra da Silva (1942–1953)
- José Rosa dos Santos (interino, 1953)
- Manoel Messias Ramos (1953–1955)
- Joaquim Gomes da Silva (1955–1956)

Em 23 de maio de 1956, o pastor José Amaro da Silva foi eleito presidente, permanecendo no cargo até 1977. Seu período foi marcado pela expansão da igreja e pela aquisição do terreno do Templo Central, cuja construção enfrentou desafios, incluindo uma desapropriação temporária pelo governo estadual. O templo foi finalmente inaugurado em 24 de outubro de 1977.
Após o falecimento de José Amaro, assumiu a presidência o pastor José Leôncio da Silva (1977–1998), que consolidou projetos missionários, criou a Secretaria de Missões e enviou o primeiro casal missionário à Argentina em 1981, expandindo a atuação da igreja para outros países.
Em 1998, a liderança passou para o pastor Ailton José Alves, que permanece até hoje como presidente da IEADPE e da Convenção Estadual de Ministros (CONADEPE). Sob sua gestão, a igreja criou a Rede Brasil de Comunicação, intensificou trabalhos sociais, ampliou a atuação missionária internacional e promoveu a construção de templos em diversas cidades e no exterior.

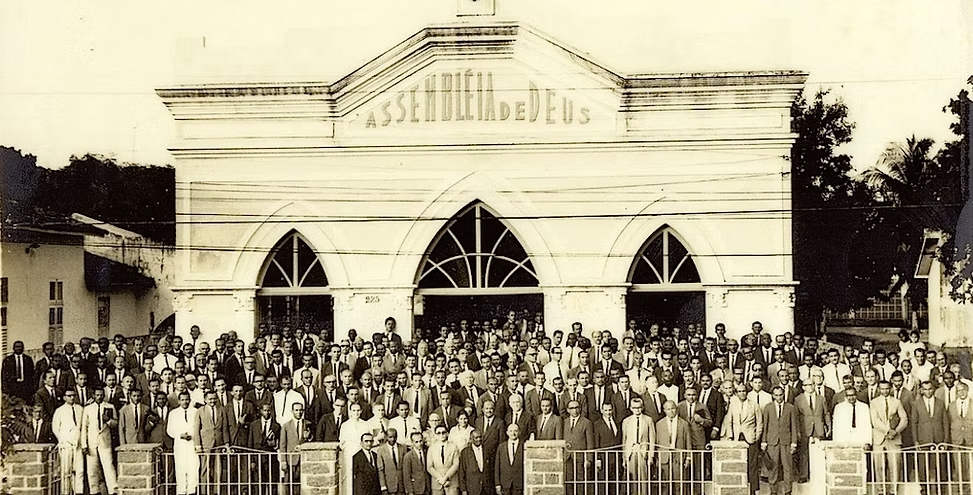
Primeiro Templo Central da IEADPE - Encruzilhada - Recife

Atualmente, a IEADPE possui milhares de congregações em Pernambuco, além de templos e missionários em diversos países. A igreja mantém projetos sociais, programas de apoio à família, adolescentes e idosos, além de eventos anuais como o congresso de jovens, congresso de mulheres e seminários ministeriais.

## Templo Central em Recife
Foi na gestão do pastor José Amaro da Silva que foi adquirido o terreno e a construção do Templo Central da Assembleia de Deus em Recife. Com dificuldades, enfrentando a escassez de recursos, empreendeu uma campanha para a aquisição do terreno. O projeto de construção foi elaborado e a Igreja se preparava para a construção, quando foi surpreendida por uma desapropriação por decreto do Governo Estadual, sob alegação de que, no local, deveria ser construído um colégio.
Após alguns meses, o decreto foi revogado, e o terreno voltou às mãos da Igreja. Foi iniciada, então, a construção da nova sede estadual, sendo programada sua inauguração para o dia 24 de outubro de 1977, coincidindo com a data do aniversário da Assembleia de Deus do Estado de Pernambuco.
Porém, foi a gestão do Pastor José Leôncio da Silva que conduziu as obras de conclusão do Templo Central, principiada na gestão anterior, vindo a inaugurar o empreendimento no dia 24 de outubro de 1977. Em 2007, na gestão do Pastor Ailton José Alves, o templo foi reformado, climatizado, e hoje tem a capacidade para 5.000 pessoas sentadas (com superlotação de 7.500 pessoas).

## Centenário da IEADPE
Em 20 de outubro de 2018, a Igreja Evangélica Assembleia de Deus em Pernambuco (IEADPE) celebrou seu centenário com uma grande cerimônia realizada na Arena de Pernambuco, em São Lourenço da Mata, Região Metropolitana do Recife. O evento reuniu 57.721 pessoas, estabelecendo o recorde de público do estádio, superando a marca anterior de 51.350 participantes, registrada em 2017, no início das comemorações do jubileu.
A celebração foi conduzida pelo pastor presidente Aílton José Alves e contou com a participação de líderes religiosos do Brasil como o Pastor José Wellington Costa Júnior presidente da Convenção Geral das Assembleias de Deus no Brasil (CGADB) e da Igreja Evangélica Assembleia de Deus em São Paulo – Ministério do Belém em Guarulhos (SP) e líderes do exterior, como o pastor Juan Carlos Escobar, presidente da Assembleia de Deus na Espanha. Também estiveram presentes autoridades políticas, incluindo o então governador de Pernambuco naquele período, Paulo Câmara.
A programação iniciou-se às 15h com apresentações musicais de cantores e grupos evangélicos, como Josafá, Amanda Wanessa, Mayra Carvalho, Aline Irineu, a dupla Canção e Louvor e Eliã Oliveira, intérprete da canção oficial do centenário. Um coral de 2.100 vozes e uma orquestra com mais de 200 músicos participaram da cerimônia.
Entre os momentos mais marcantes esteve uma encenação que retratou a trajetória da igreja no estado e destacou a “Chama Pentecostal”, símbolo do movimento assembleiano. A apresentação contou com a presença de familiares dos fundadores da igreja, os missionários suecos Joel Carlson e Signe Carlson, incluindo Ruth Carlson, filha do casal, com 92 anos à época.
Para viabilizar o evento, foi montado um esquema logístico que contou com cerca de 3.000 voluntários e apoio de órgãos públicos, como a Secretaria de Turismo, Esportes e Lazer de Pernambuco, Corpo de Bombeiros, Polícia Militar, Polícia Rodoviária Federal, Grande Recife Consórcio de Transporte e CBTU. Mais de 1.100 ônibus se deslocaram de várias cidades do estado para transportar os fiéis. A estrutura também contou com três postos de saúde e cinco ambulâncias com UTI móvel para atendimento de emergências.

## Ligações Externas
- «Página oficial da IEADPE»
- IEADPE AO VIVO
- IEADPE no Facebook
- IEADPE no Instagram
- IEADPE no YouTubeReferências

1. ↑  Cavalcanti, Jorge (30 de junho de 2012). «Pernambuco é o Estado com a maior concentração de evangélicos do Nordeste». JC. Consultado em 14 de outubro de 2022